# 阮玉靜安
義棠公主阮玉靜安（越南语：／；1833年7月29日—1857年4月27日），越南阮朝明命帝第四十二女，生母和嬪阮氏奎。

## 生平
明命十四年六月十三日（1833年7月29日），阮玉靜安在順化皇城出生。嗣德四年（1851年），公主19歲，下嫁前軍都統黎止信之子黎止孝。嗣德十年四月四日（1857年4月27日），靜安去世，享年二十五歲。嗣德帝追贈為義棠公主，諡柔莊。葬於承天府香水縣居正總楊春上社。